# Sidalcea celata
Sidalcea celata är en malvaväxtart som först beskrevs av Jeps., och fick sitt nu gällande namn av S.R.Hill. Sidalcea celata ingår i släktet axmalvor, och familjen malvaväxter. Inga underarter finns listade i Catalogue of Life.